# قلعة رشيد (بشتكوه)
قلعة رشید (بالفارسية: قلعه رشید) هي قرية تقع في إيران في Poshtkuh Rural District. يقدر عدد سكانها بـ 544 نسمة بحسب إحصاء 2016.